# 550-е годы до н. э.
550-е (пятьсо́т пятидеся́тые) го́ды до на́шей э́ры по пролептическому юлианскому календарю — промежуток времени с 1 января 559 года до н. э. по 31 декабря 550 года до н. э., включающий с 559 по 551 годы 5-го десятилетия  и 550 год 6-го десятилетия VI века 1-го тысячелетия до н. э. Им предшествовали 560-е годы до н. э., за ними следовали 540-е годы до н. э. Они закончились 2575 лет назад.

## Важнейшие события

### 560 до н. э.
- 560—520 — Царь Спарты Анаксандрид из рода Агидов. Победил тайгетов. Дважды женат.
- Ок.560 — Основана дорийская (Мегарская) колония Гераклея на реке Лика.
- Ок.560 — Перестройка Ройком и Феодором Герайона на Самосе.
- Между 560-56 или между 556-52 — Хилон — эфор в Спарте.
- 560—546 — Царь Лидии Крёз, сын Алиатта. Завершение покорения азиатских греков. Завоевание территории Вифинии.
- 560 — После короткой войны со сводным братом Крёз утверждается на престоле.

### 559 до н. э.
- 559—556 — Царь Вавилона Нериглиссар (Нергалшаррусур), зять Навуходоносора, полководец.

### 558 до н. э.
- 558—530 — Царь Персии Кир II (Куруш) Ахеменид (ок. 593 — 530). Сын Камбиса I и внук Астиага. Его брат Гистасп.

### 557 до н. э.
- 16-й год по эре правления луского князя Сян-гуна[1].
- В 1 луне был похоронен цзиньский Дао-гун[2].
- В 3 луне прошёл съезд у реки Цзюй-лян, присутствовали князья Цзинь, Сун, Вэй, Чжэн, Лу, Цао, Цзюй, Чжу, Се, Малого Ци и Малого Чжу. В день у-инь их сановники заключили договор[3].
- Правители Цюй и Чжу были обвинены в том, что пытаются заключить союз с Чу и Ци, и арестованы цзиньцами[4].
- В 3 луне циский князь напал на северные границы Лу. Летом луский гун вернулся со съезда. В Лу в 5 луне, в день цзя-цзы произошло землетрясение[5].
- В 5 луне войска цзиньского полководца Сюнь Яня, чжэнского князя, вэйского полководца Нин Ши, луского полководца Шу Лао и сунцев напали на Сюй[6]. Согласно «Цзо чжуань», сюйский князь хотел переселиться в Цзинь, но его сановники были против, и союзники отказали. Сюнь Янь напал на Чу и разбил их войска на берегах реки Чжаньши (Чжаньфань), а при возвращении напал на Сюй[7].
- Осенью циский князь вновь напал на северные границы Лу и осадил Чэн[8].
- Осенью в Лу принесли жертву для испрошения дождя[9].
- Зимой луский посол Шусунь Бао просил помощи у Цзинь, но те заявили, что пока не в силах помочь[10].

### 556 до н. э.
- 556 (555) — Царь Вавилона Лабашимардук, сын Нериглиссара. Низложен жречеством. На престол возведён ставленник жрецов Набонид.
- 556—539 — Царь Вавилона Набонид (Набунаид).
- Изгнание Писистрата.

### 555 до н. э.
- 18-й год по эре правления луского князя Сян-гуна[11].
- Весной посол от бо-ди прибыл в Лу[2].
- Летом цзиньцы задержали вэйского посла Ши Мая за его войну против Цао в 556 году[12].
- Осенью цисцы вторглись в Лу с севера[13].
- В 10 луне цзиньское войско (во главе с Чжунхан Сянь-цзы[14]) возглавило войска (князей Лу, Сун, Чжэн, Вэй, Цао, Цзюй, Чжу, Тэн, Се, Малого Ци, Малого Чжу[15]), они сильно разбили войско Ци в битве у горы Ми. Янь Ин удерживал Лин-гуна от бегства, но тот укрылся в столице Ци — Линьцзи. Цзиньские войска окружили Линьцзи, затем сожгли пригороды и ушли, так как цисцы по всей стране обороняли крепости[16] (в гл.39 «Ши цзи» война ошибочно датирована 557 годом).
- Князь Цао Чэн-гун умер в походе (либо убит в бою)[17], ему наследовал сын Шэн (У-гун, эра правления 554—528)[18].
- Чуский полководец гун-цзы У напал на Чжэн в 10 луне[19], пока его войска участвовали в походе на Ци[20]. В это же время чжэнские сановники вели тайные переговоры с Чу[21].
- Умер князь Янь У-гун, ему наследовал Вэнь-гун (эра правления 554—549)[22].

### 554 до н. э.
- 554 — Свержение Фалариса.
- 554 — Лидеры аристократов возвращаются в Афины.
- 554—553 — Война вавилонской армии в Сирии и Палестине.

### 553 до н. э.
- Камарина разрушена сиракузянами.
- Набонид занимает Харран.
- Начало войны между царём Персии Киром II и Астиагом, царём Мидии.

### 552 до н. э.
- 552 — Писистрат отправлен в изгнание на остров Эвбея.

### 551 до н. э.
- 22-й год по эре правления луского князя Сян-гуна[23].
- В 1 луне луский гун вернулся домой[2].
- В 7 луне, в день синь-ю умер луский сановник Шу Лао[24].
- 27 августа[25] родился Кун Цю (Конфуций, прозвище Чжун-ни)[26].
- Луань Ин (Луань Чэн[27], посмертно Луань Хуай-цзы) прибыл из Чу в Ци. Янь Ин и Тянь Вэнь-цзы посоветовали цискому гуну выдать его, но гун принял его с почётом[28] (согласно гл.39, он бежал в 552 году).
- Зимой на съезде князей в чжэнской местности Ша-суй (князья Цзинь, Ци, Сун, Вэй, Лу, Чжэн, Цао, Цзюй, Чжу, Се, Малое Ци и Малое Чжу[29]) обсуждалось, что Ци нарушило договор[30]. Цзы-чань на съезде говорил цзиньцам о тяжёлом положении Чжэн, циский Янь-цзы отметил, что войны не избежать[31].
- Зимой в Чу был казнён сановник гун-цзы Чжуй-шу[19].